# USS Sand Lance (SSN-660)
«Сэнд Лэнс» (рус. рыба-песчанка) — (англ. USS «Sand Lance» (SSN-660)), 12 подводная лодка проекта
«Стёджен». «Сэнд Лэнс» — вторая подводная лодка в составе ВМФ США с таким названием.
Заказана ВМФ США 23 октября 1963 года, заложена 15 января 1965 года и спущена на воду 11 ноября 1969 года. Построен на военно-морской верфи Портсмут в городе Киттери, штат Мэн.

## История
23 октября 1963 года ВМФ США предоставил подряд на постройку подводной лодки «Сэнд Лэнс» военно-морской верфи Портсмут и 15 января 1965 года на военно-морской верфи Портсмут был заложен киль подводной лодки. Субмарина была спущена на воду 11 ноября 1969 года и 25 сентября 1971 года введен в состав флота под руководством капитана Уильяма Кеннингтона.
Порт приписки «Сэнд Лэнса» был Чарлстон (Южная Каролина).
После завершения пробных плаваний получил приписку в порту Чарлстон и был включен в состав 4 эскадры подводных лодок Атлантического флота ВМФ США. Следующие 30 лет «Сэнд Лэнс» будет наблюдать за деятельностью подводных лодок ВМФ СССР, а впоследствии ВМФ России в Атлантическом океане и Средиземном море.
C февраля 1973 года «Сэнд Лэнс» принимает участие в нескольких, до сих пор засекреченых, специальных операциях в Северной Атлантике. После их завершения, «Сэнд Лэнс» становится в док военно-морской базы Клайд (Великобритания). 20 августа 1973 года он покидает военно-морскую базу Клайд с тем, чтобы 5 сентября того же года прибыть в порт приписки — Чарлстон.
С этого времени и до июня 1974 года «Сэнд Лэнс» выполняет задачи в западной части Атлантики и в
Карибском море.
В 1994 году «Сэнд Лэнс» едва не утонул во время ремонтных работ в Чарлстоне. Он был ошвартован рядом со своим близнецом — субмариной того же проекта USS Grayling (SSN-646). Во время штатных работ с кингстоном в машинном отделении, произошло затопление отсека.
В 1995 году покидает Чарлстон и приходит в новый порт приписки Гротон (Коннектикут), где включается в состав 2 эскадры подводных лодок Атлантического флота ВМФ США.
В 1996 году «Сэнд Лэнс» отправляется на патрулирование Северного Ледовитого океана во время которого 12 июля 1996 года он производит всплытие из подо льдов Северного полюса.
7 августа 1998 года «Сэнд Лэнс» выведен из состава флота и удален из регистра судов ВМФ США, после чего его направили на утилизацию на военно-морскую верфь Пьюджет-Саунд (Бремертон, штат Вашингтон) в рамках программы по утилизации кораблей и подводных лодок ВМФ США. Утилизация проходила с 1 апреля 1998 года и была полностью завершена 30 августа 1999 года.